# Musée de la mine Lucien Mazars
Le musée de la mine Lucien Mazars est un musée consacré à l'histoire minière du bassin houiller d'Aubin-Decazeville en Aveyron et Occitanie.

## Localisation
Le musée est implanté Allée du Musée, sur la commune d'Aubin située dans le département de l'Aveyron en région Occitanie.

## Organisation du bâtiment
La collection du musée est composée de documents d'archives, des photographies d'époques, du matériel, des lampes de mineur ainsi que des drapeau et bannières. Une galerie de mine est reconstituée.

## Histoire

### Exploitation minière
L'extraction artisanale de charbon est connue depuis le XVe siècle. L'industrialisation a débuté au XIXe siècle grâce au duc Decazes puis décline à partir de 1920. L'extraction du fond cesse en 1966 puis 2001 pour la découverte en surface.

### Musée

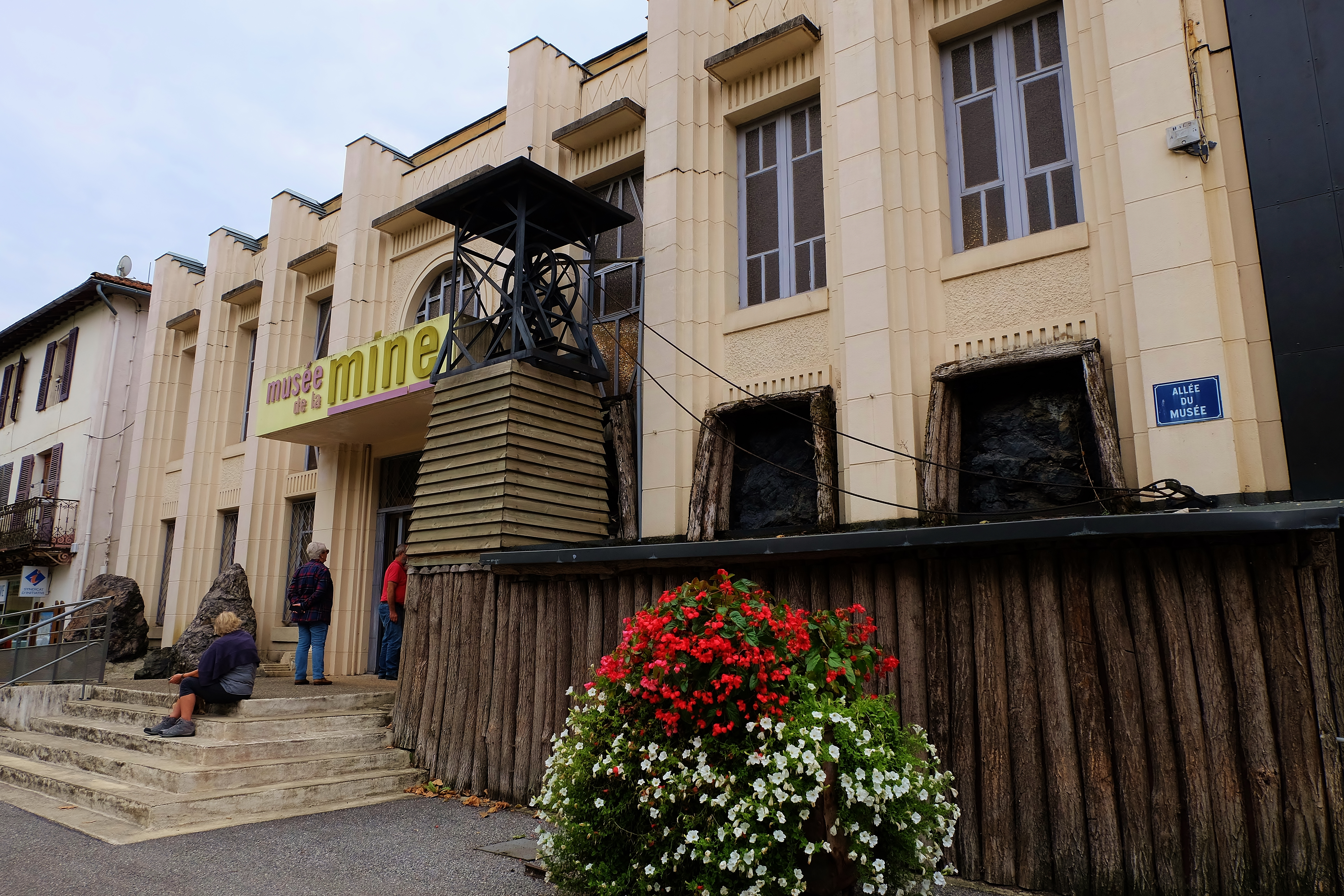
L'entrée du musée.

Le musée est créé en 1979 par Lucien Mazars (1922-2019), ancien salarié des houillères, d'abord ouvrier puis géomètre, ingénieur, finalement chef d'exploitation et maire d'Aubin (1971-1989). Le musée est restructuré en 2000 avec une nouvelle scénographie. En 2019, à l'occasion des 40 ans du musée, celui-ci se dote d'un nouveau logotype.

Logo avant 2019.
Logo depuis 2019.